# Cointe
Pour les articles homonymes, voir Cointe (homonymie).
Cointe est un quartier administratif de la ville de Liège, en Belgique, situé au sud-ouest du centre-ville. Il englobe la colline de Cointe elle-même, ainsi que ses coteaux, mais la vallée située à l'ouest, connue sous le nom de quartier des Bruyères, y est généralement associée.

## Histoire

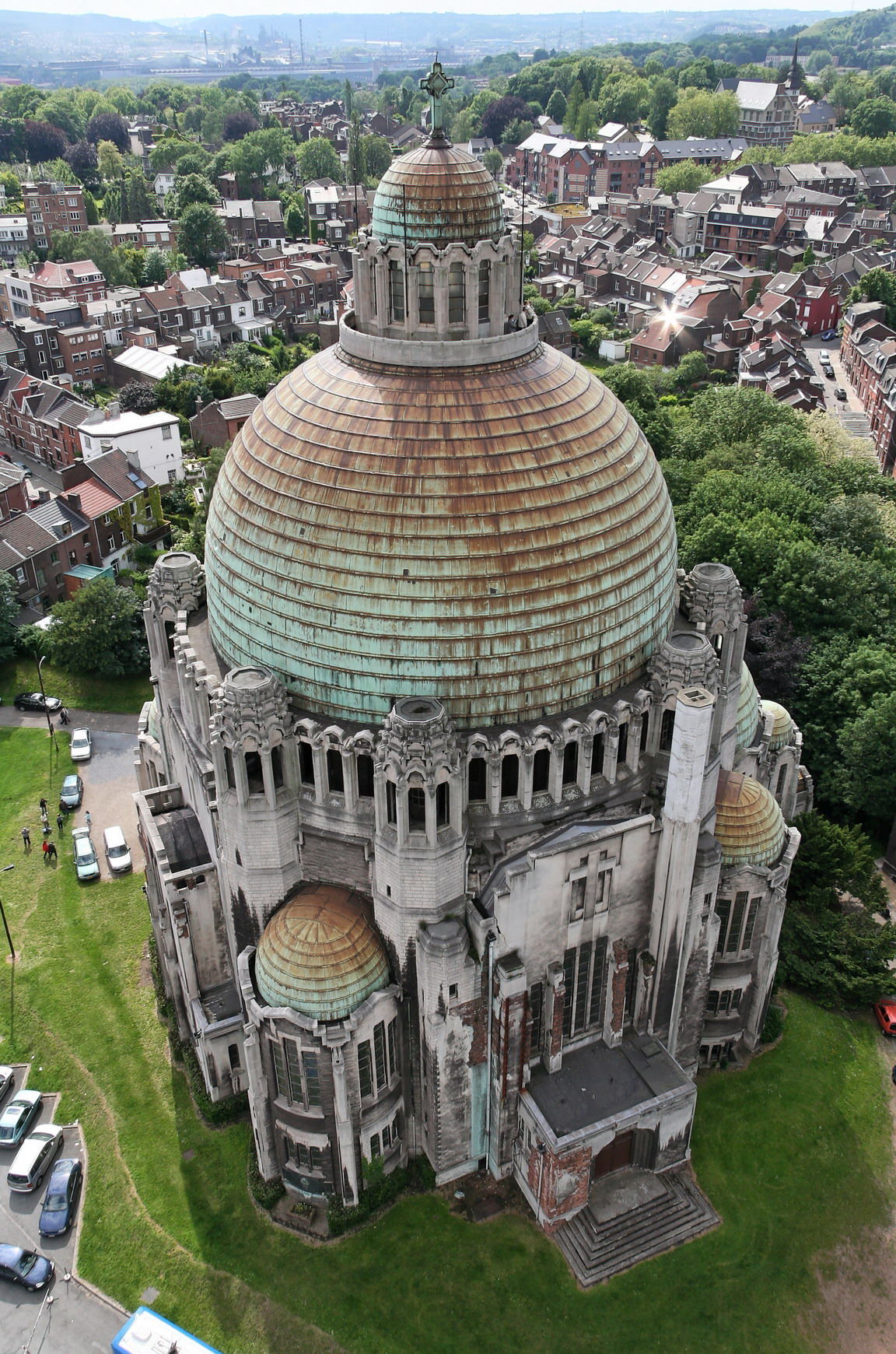
Église du Sacré-Cœur photographiée du haut de la tour du Mémorial Interallié. Cointe puis Ougrée en arrière-plan

Cointe vient du latin « quinta », qui signifie « banlieue ».
Jusqu'au traité du 25 avril 1768, Cointe, tout comme Sclessin, était un territoire enclavé de la Principauté de Stavelot-Malmedy.
Ancien terrain de chasse des princes-évêques de Liège, couvert par la forêt d'Avroy, les premières mentions historiques de Cointe se réfèrent à la chapelle Saint-Maur, construite en 1673 à l'emplacement d'un ancien oratoire. Elle fut désacralisée lors de la révolution liégeoise de 1795.
Deux voies historiques parcourent le lieu, issues d'une antique voie celte descendant depuis Tongres, Awans, Grâce-Berleur, Saint-Nicolas, Saint-Gilles : le Tchinrowe, qui descendait alors approximativement par les actuelles rues des Mésanges, du Perron, vers Sclessin jusqu'à un gué qui permettait de traverser la Meuse en amont de l'Ile aux corbeaux avant de continuer vers le Condroz, et le Chera, qui traversait la plaine des sports jusqu'au Batty, descendait vers le Val-Benoît, franchissait la Meuse par un gué en amont du confluent de l'Ourthe, puis par Angleur, Chênée et Beaufays vers l'Ardenne. Les cartes de Ferraris montrent un espace qui est peu habité, mais largement cultivé et légèrement boisé.
Le tramway atteint la colline dès 1896. Le quartier prit son véritable essor à l'occasion de l'Exposition universelle de Liège de 1905 et de la création du parc. Il accueillait notamment diverses laiteries à l'attention des liégeois en quête de dépaysement campagnard.
Une partie de son territoire était intégrée dans la commune d'Ougrée (avec Sclessin). À la fusion des communes, en 1977, Sclessin-Cointe fut rattachée à la nouvelle ville de Liège.
De la fin du XIXe siècle jusqu'en 2001, l'observatoire astronomique de l'université de Liège se trouvait au milieu du parc de Cointe et a joué un rôle important au niveau scientifique international et a fait connaître le nom de Cointe dans le monde entier, tout en participant à la vie culturelle de Liège et de sa région, notamment grâce aux activités qui y furent organisées par la Société Astronomique de Liège.

## Géographie

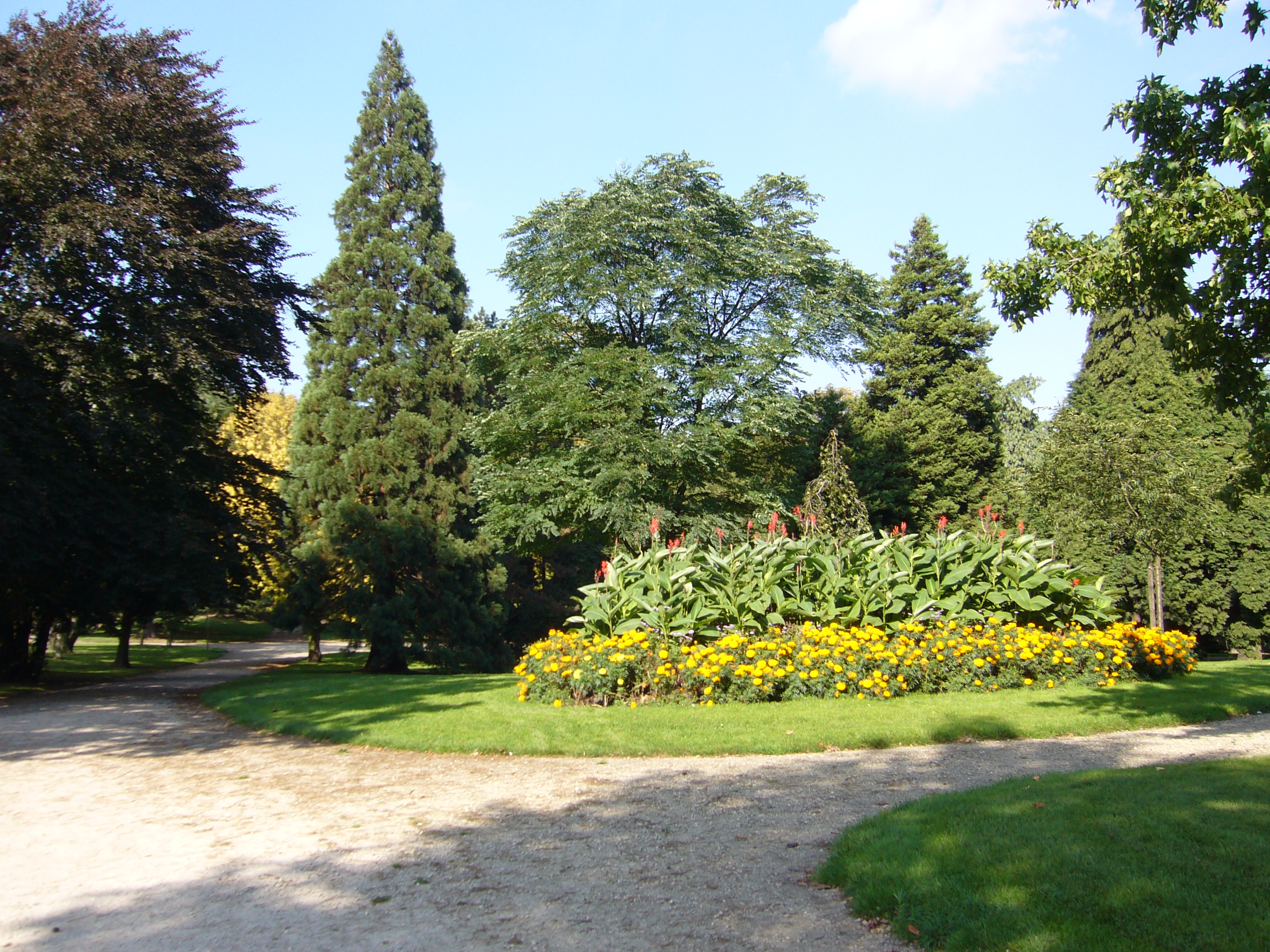
Une vue du parc de Cointe près de la Plaine des Jeux

La colline de Cointe est bordée à l'Est et au Sud par la Meuse, et par les quartiers des Guillemins, de Fragnée, du Val-Benoît et de Sclessin, siège du stade du Standard de Liège. Au Nord la colline de Saint-Gilles et le quartier du Laveu, à l'Ouest la commune de Saint-Nicolas.
Cointe compte trois zones d'habitat distinctes :
- le quartier du Batty (place du Batty), implantation historique située sur la colline.
- le parc privé, aux nombreuses demeures bourgeoises du début du XXe siècle.
- le quartier des Bruyères, surplombé par les tours du bois d'Avroy.

Une plaine de sport et un parc public occupent la majeure partie du plateau.
Il s'y trouve aussi les bâtiments de l'ancien observatoire de Cointe.

## Faune
Malgré son caractère péri-urbain, le quartier est connu pour héberger quelques espèces peu communes, dont le crapaud Alyte accoucheurdans l'une de ses stations les plus septentrionales, et le coléoptère Lucane cerf-volant.

## Parc privé
Avant la naissance du parc privé dans les années 1870, le terrain de l'actuel parc privé de 27 ha était couvert de bois et de prés. À partir de 1876, le domaine, appartenant à la famille Hauzeur, riches industriels liégeois, accueille des bourgeois qui y font construire leur villa dans cet environnement proche du centre ville et champêtre. La réalisation des premières avenues, réalisée aux frais de la famille Hauzeur, date de 1881.
Un des premiers bâtiments à y être édifié est l'observatoire de l'Université de Liège inauguré le 14 novembre 1882.
La gestion du parc relève depuis le 10 juillet 1926 de l'ASBL l'Association des Propriétaires du Parc de Cointe. Celle-ci est propriétaire du réseau électrique, du réseau d’égouttage, des voiries et des espaces publics (tel que l'étang).
Bien que le parc soit privé et le trafic de transit interdit, il n'y aucune barrière physique pour traverser le domaine. Les promeneurs y sont d'ailleurs tolérés.

## Particularités

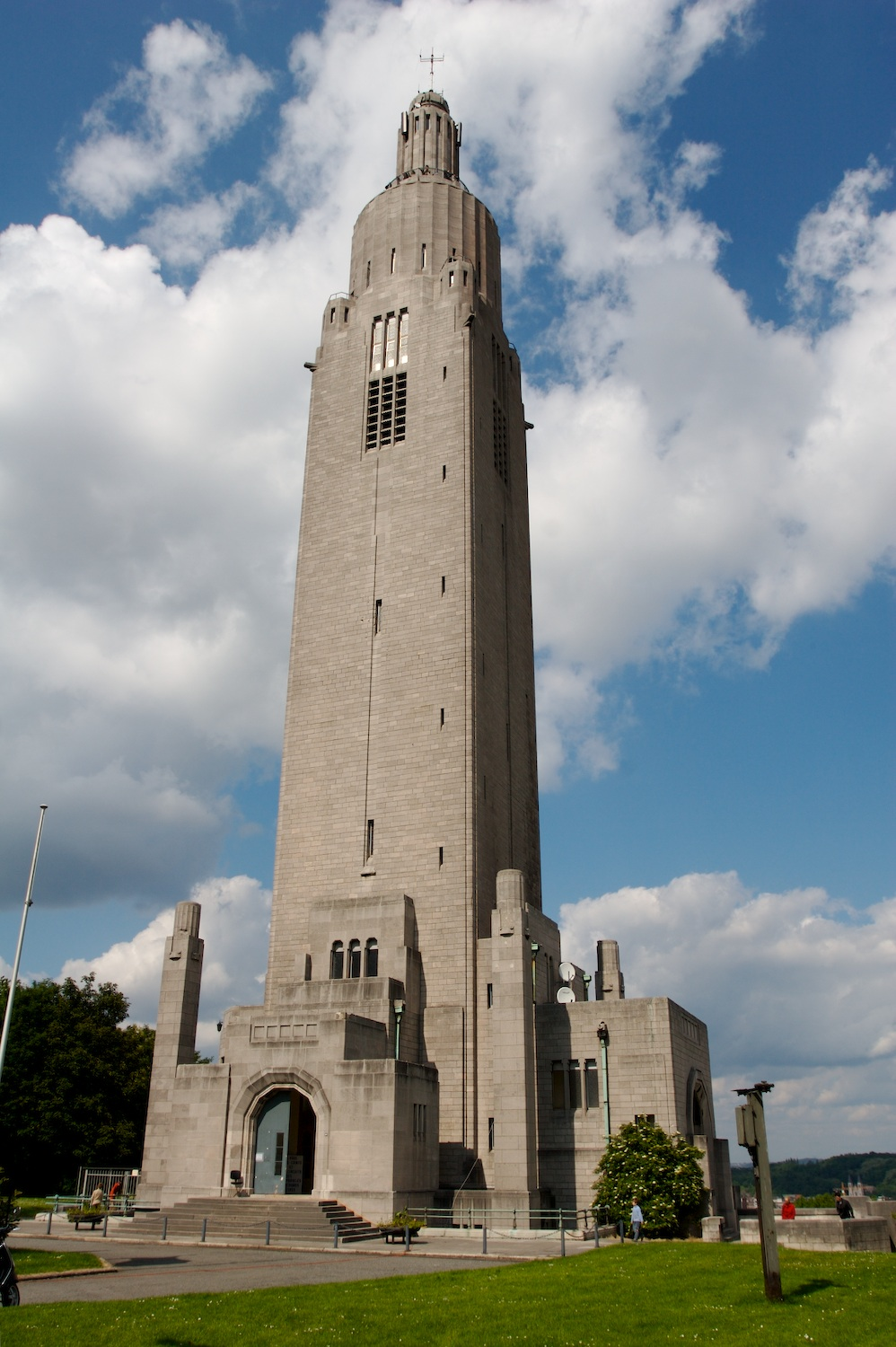
Mémorial Interallié à Cointe.

- La colline héberge le Mémorial interallié, construit après la Première Guerre mondiale, en l'honneur de la contribution de la ville de Liège à la résistance sur le front ouest. Au monument est également associée l'église du Sacré-Cœur et Notre-Dame de Lourdes (improprement désignée comme basilique).
- Le quartier fut le théâtre du dernier assassinat politique en Belgique. André Cools, homme politique socialiste belge, y fut tué par balle le 18 juillet 1991.
- La colline est traversée par le plus long tunnel routier de Belgique, le tunnel de Cointe (1511 respectivement 1639 mètres, le tunnel étant double), l'autoroute E25 permettant le passage autoroutier du nord (Bruxelles, Namur, Maastricht, Aix-la-Chapelle) vers le sud de la ville (Luxembourg, Bastogne).
- Au pied de la colline, sur le site des Guillemins, se trouve une gare TGV construite par la SNCB et dessinée par l'architecte espagnol Santiago Calatrava Valls.
- Le parc privé abrite le vieil observatoire de l'université de Liège et l'une des villas remarquables de l'architecte Gustave Serrurier-Bovy (1858-1910), la Villa l'Aube.
- À noter la fête du quartier, célébrée le week-end de la Pentecôte.
- Le sous-sol de la colline fut exploité par la Société anonyme des Charbonnages du bois d'Avroy, qui disposait notamment d'un siège au Val Benoît et d'un autre au bois d'Avroy.
- Parmi les résidents célèbres du quartier, André Cools, Jean-Maurice Dehousse, Olivier Hamal, Alec Mansion[7] et Bouli Lanners[8].
- Le domaine du parc privé, avec ses belles villas témoignant de diverses époques du XXe siècle, a abrité plusieurs tournages de films, dont La Raison du plus faible (2006) et Duelles (2018). Des scènes de L'Inconnu de Shandigor (1967) ont également été tournées à Cointe, de même que divers films à la Gare de Liège-Guillemins.
- La plaine des sports a accueilli les Jeux sans frontières en 1976.